# Richie Cunningham
Pour les articles homonymes, voir Cunningham.
Richie Cunningham, né le 25 août 1973 à Gold Coast, est un triathlète australo-américain professionnel, multiple vainqueur sur compétition Ironman 70.3.

## Biographie

### Jeunesse
Richie Cunningham commence par être un enfant intrépide élevé en Australie, il fit un jour une fugue et fut rattraper par la police. Il découvrira à la télévision son propre nom dans le rôle principal de la série télévisée populaire des années 1970 Happy Days, il pratiqua d'abord avec beaucoup d'intensité le tennis et la course à pied mais également le ski nautique et le football australien. Inspiré par son frère, il commença le triathlon à l'âge de 15 ans qui est devenu très vite une passion. Mais ses années d'adolescence ont également été passées à travailler dans un ranch équestre auprès de chevaux andalous à Gold Coast en Australie.

### Carrière en triathlon
Il a vécu dix ans en Allemagne où il habitait à côté d'une piscine pour pouvoir s'entraîner au mieux et de milles sentiers pour pouvoir courir. Évoluant sur distance olympique, il décida de monter sur plus grandes distances et pour ça déménagea aux États-Unis pour se rapprocher des courses Ironman 70.3 situé en Amérique du Nord. Il gagnera sept courses sur ce circuit, mais ces deux plus beaux résultats sont en 2006 et en 2008, ces deux troisième places au Championnat du monde Ironman 70.3 En novembre 2010, il terminera encore cinquième de cette compétition.

### Vie privée
Richie Cunningham vit avec sa femme Mélissa (américaine de naissance) aux États-Unis à Boulder, ils travaillent dans l'élevage de poulets de race Buff Orpington qu'ils ont créé en 2011.

## Palmarès
Le tableau présente les résultats les plus significatifs (podium) obtenus sur le circuit international de triathlon depuis 2006. 
| Année | Compétition                       | Pays       | Position           | Temps           | Nationalité sportive |
| ----- | --------------------------------- | ---------- | ------------------ | --------------- | -------------------- |
| 2015  | Ironman 70.3 Pucón                | Chili      | Médaille d'or      | 3 h 59 min 33 s |                      |
| 2014  | Ironman 70.3 Texas                | États-Unis | Médaille d'or      | 3 h 46 min 11 s |                      |
| 2013  | Ironman 70.3 St. Croix            | États-Unis | Médaille d'or      | 4 h 10 min 29 s |                      |
| 2013  | Ironman 70.3 Texas                | États-Unis | Médaille d'or      | 3 h 48 min 24 s |                      |
| 2012  | Ironman 70.3 Muskoka              | Canada     | Médaille d'or      | 4 h 6 min 6 s   |                      |
| 2012  | Revolution3 Quassy                | États-Unis | Médaille d'or      | 4 h 0 min 32 s  |                      |
| 2012  | Revolution3 Portland              | États-Unis | Médaille d'or      | 4 h 0 min 38 s  |                      |
| 2012  | Revolution3 Wisconsin             | États-Unis | Médaille d'or      | 4 h 0 min 40 s  |                      |
| 2009  | Ironman 70.3 Austin               | États-Unis | Médaille d'or      | 3 h 48 min 55 s |                      |
| 2008  | Championnat du monde Ironman 70.3 | États-Unis | Médaille de bronze | 3 h 41 min 47 s |                      |
| 2008  | Laguna Phuket Triathlon           | Thaïlande  | Médaille d'or      | 2 h 28 min 19 s |                      |
| 2008  | Ironman 70.3 Austin               | États-Unis | Médaille d'or      | 3 h 49 min 44 s |                      |
| 2006  | Championnat du monde Ironman 70.3 | États-Unis | Médaille de bronze | 3 h 49 min 17 s |                      |